# クリストヴァン・アコスタ

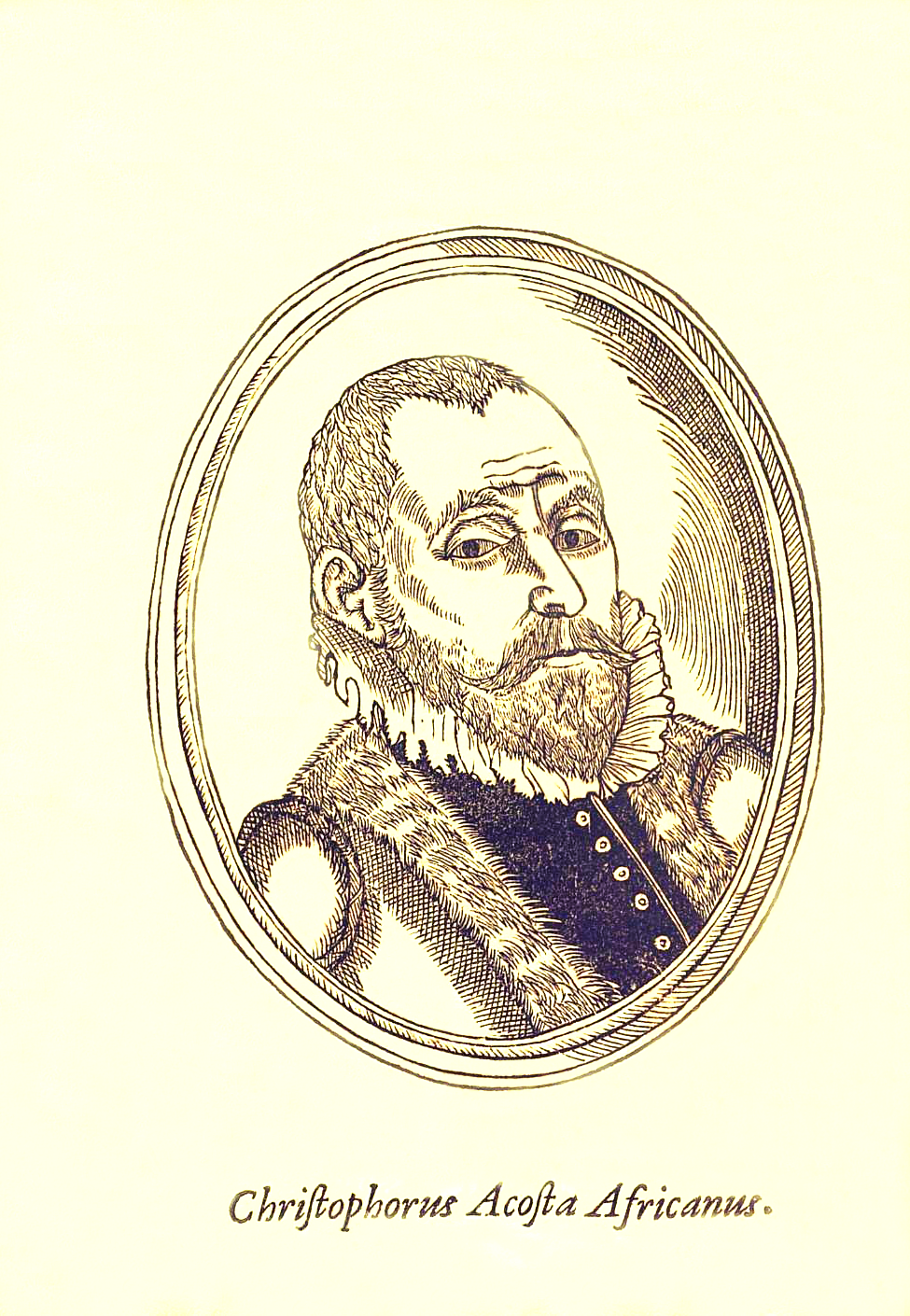
著書に載せられた肖像

クリストヴァン・アコスタ（Cristóbal Acosta または Christóbal Acosta または Cristóvão da Costa 、1515年 – 1594年）はポルトガルの医師である。インドで医師として働き、アジアの植物を研究した、最初期の人物である。アジアの植民地で働いた、薬学者のトメ・ピレス（Tomé Pires）や医師のガルシア・デ・オルト（Garcia de Orta）と並んで、ポルトガル領インドの医学の歴史において重要な人物である。
著書で、Christoval Accosta Africanoと名乗っていることから、出身地はアフリカの西沖合いのポルトガル領のカーボベルデなどと考えられているが正確な生地、生年は知られていない。1550年に兵士として、アジアに派遣され、何度か現地人との戦いに参加した。一度は捕虜になるが、ベンガルで釈放された。ポルトガルに戻った後、インド副王に任命された、ルイス・デ・アタイデに従い、1568年にインドのゴアに渡り、その年、ガルシア・デ・オルトが没した後、副王の個人医となり、コーチンの王立病院の医師に任じられた。コーチンの病院でコーチンの王の治療を行い、アタイデが副王を後任にゆずり、アコスタがポルトガルに戻る1572年まで、インド各地の植物の収集を行った。1586年から1587年まで軍医として働き、その後スペインのブルゴスで医師をした。
ブルゴスで1587年にスペイン語の『東インドの薬品について』（"Tractado de las drogas y medicinas de las Indias orientales"）を出版し、この書の一部はカロルス・クルシウスによってラテン語訳され、後にクルシウスの"Exoticorum libri decem"にまとめられた。
アコスタの著作も、出版されていたガルシア・デ・オルトの著書、『インドの薬に関する対話』（"Colóquios dos Simples e Drogas da India"）から多くの転載がみられるが、ガルシアの著書より有名になった。

## 著書の画像

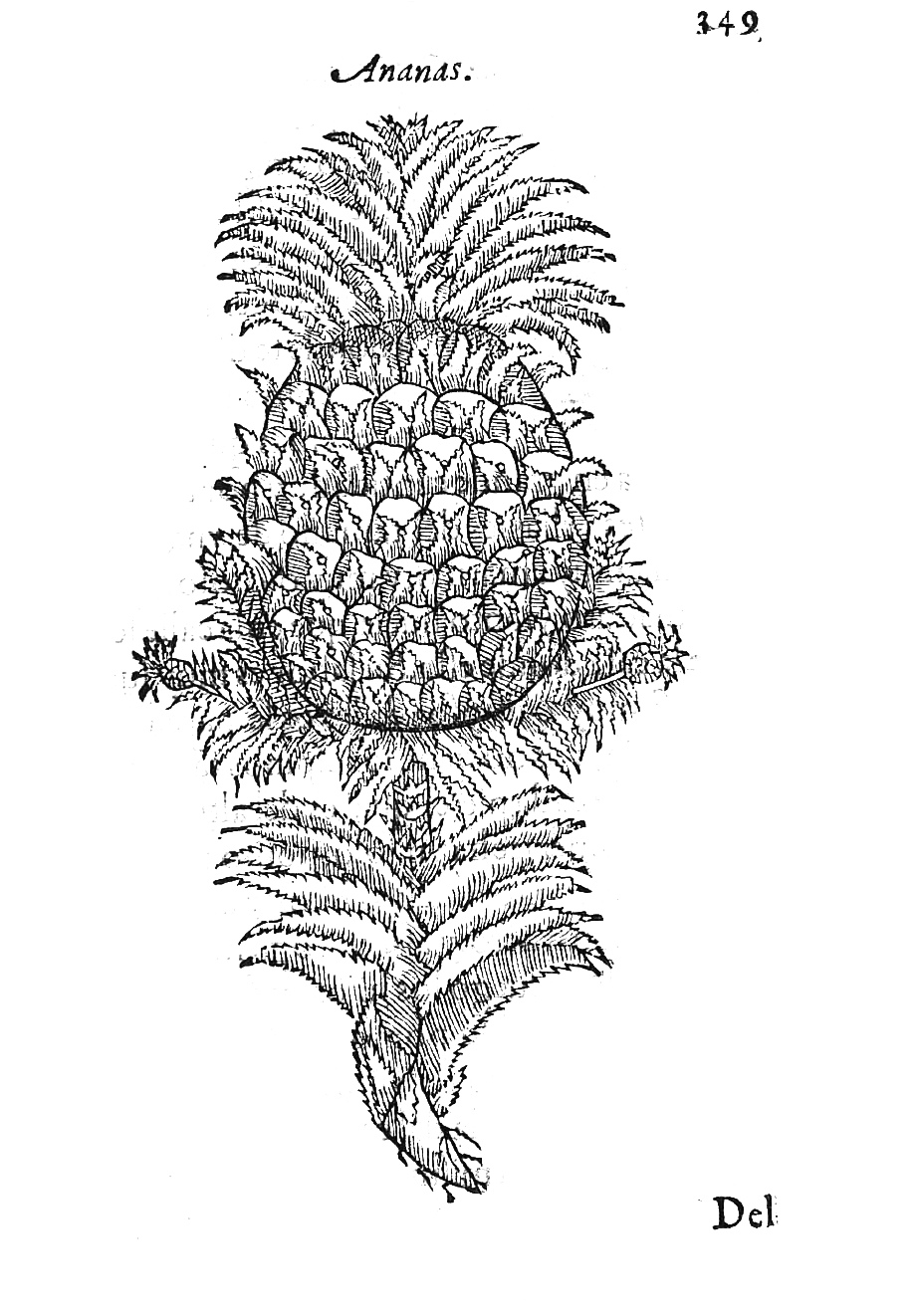
Tractado de las drogas, y medicinas de las Indias orientales, Burgos （1578）
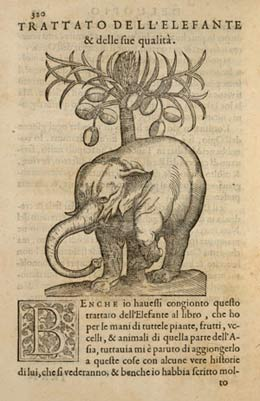
"Tractado de las drogas...".のイタリア語版の画像.
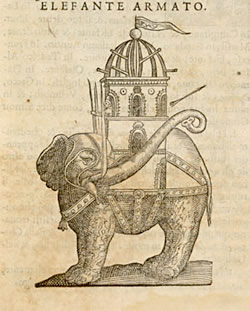
"Trattato ... della historia, natvra, et virtv delle droghe medicinali: & altri semplici rarissime, che vengono portati dalle Indie Orientali in Europa"の画像

## 著書
- Tractado de las drogas, y medicinas de las Indias orientales, Burgos 1578. online
- Aromatum et medicamentorum in orientali India nascertium. Antwerpen 1582. online
- Trattato ... della historia, natura, et virtu delle droghe medicinali, & altri semplici rarissimi, che vengono portati dalle Indie Orientali in Europa. Venedig 1585. online
- Tratado en loor de las mugeres. Venedig 1592 online